# Машуков, Ислам Амирханович
Ислам Амирханович Машуков (род. 22 февраля 1995, Нальчик) — российский футболист, нападающий клуба «Нефтехимик».

## Карьера
Профессиональную карьеру начал в футбольном клубе «Алания». Его дебют в ФНЛ состоялся 5 сентября 2013 года в матче с «Мордовией», в котором он был заменён на 57-й минуте. В феврале 2013 года подписал контракт с другой командой ФНЛ, хабаровской «СКА-Энергией». Летом 2015 года перешёл в состав действующего чемпиона Грузии, футбольный клуб «Дила», в составе которого принимал участие в отборочных раундах Лиги чемпионов. Всего в Высшей лиге Грузии провёл 20 матчей и забил 5 голов. Летом 2016 года вернулся в Россию, где подписал контракт с астраханским «Волгарём». Зимой 2018 на правах свободного агента перешёл в «Оренбург» и в это же трансферное окно был отдан в аренду в подмосковные «Химки» сыграв 11 матчей и забив один мяч в оставшейся части сезона 2017/2018 ФНЛ. В летнее трансферное окно того же года вернулся в «Оренбург». В сентябре 2018 года в последний день трансферного окна подписал контракт с  клубом ПФЛ «Спартак-Нальчик» из родного города. Проведя в родном клубе один сезон сыграв в 19 матчах и забив 11 мячей перешёл в другой клуб ПФЛ из соседнего региона  «Алания Владикавказ» за которую уже выступал прежде в сезоне 2013/2014 в ФНЛ. В первый же год после возвращения в осетинскую команду в сезоне ПФЛ 2019/2020 добился с ней повышения в классе забив 10 голов. В сезоне 2021/22 стал лучшим бомбардиром «Алании» забив 14 мячей в 35 матчах в первенстве ФНЛ, так же дошёл с командой до полуфинала Кубка России 2021/22 в котором принял участие в пяти матчах.
Брат-близнец Хачим — также футболист.

## Статистика
| Выступление         | Выступление      | Выступление      | Лига | Лига | Кубки | Кубки | Итого | Итого |
| Клуб                | Лига             | Сезон            | Игры | Голы | Игры  | Голы  | Игры  | Голы  |
| ------------------- | ---------------- | ---------------- | ---- | ---- | ----- | ----- | ----- | ----- |
| Алания              | ФНЛ              | 2013/14          | 11   | 1    | 2     | 1     | 13    | 2     |
| Алания              | Итого            | Итого            | 11   | 1    | 2     | 1     | 13    | 2     |
| СКА-Энергия         | ФНЛ              | 2013/14          | 10   | 0    | —     | —     | 10    | 0     |
| СКА-Энергия         | ФНЛ              | 2014/15          | 7    | 0    | —     | —     | 7     | 0     |
| СКА-Энергия         | Итого            | Итого            | 17   | 0    | —     | —     | 17    | 0     |
| Дила (Гори)         | Умаглеси лига    | 2015/16          | 20   | 5    | —     | —     | 20    | 5     |
| Дила (Гори)         | Итого            | Итого            | 20   | 5    | —     | —     | 20    | 5     |
| Волгарь (Астрахань) | ФНЛ              | 2016/17          | 19   | 1    | 2     | 1     | 21    | 2     |
| Волгарь (Астрахань) | ФНЛ              | 2017/18          | 10   | 1    | 1     | 0     | 11    | 1     |
| Волгарь (Астрахань) | Итого            | Итого            | 29   | 2    | 3     | 1     | 32    | 3     |
| Спартак-Нальчик     | ПФЛ              | 2018/19          | 19   | 11   | —     | —     | 19    | 11    |
| Спартак-Нальчик     | Итого            | Итого            | 19   | 11   | —     | —     | 19    | 11    |
| Алания              | ПФЛ ФНЛ          | 2019/20          | 19   | 10   | 3     | 1     | 22    | 11    |
| Алания              | ПФЛ ФНЛ          | 2020/21          | 37   | 8    | —     | —     | 37    | 8     |
| Алания              | ПФЛ ФНЛ          | 2021/22          | 35   | 14   | 5     | 0     | 40    | 14    |
| Алания              | ПФЛ ФНЛ          | 2022/23          | 28   | 7    | —     | —     | 28    | 7     |
| Алания              | Итого            | Итого            | 119  | 39   | 8     | 1     | 127   | 40    |
| Всего за карьеру    | Всего за карьеру | Всего за карьеру | 215  | 58   | 11    | 3     | 226   | 61    |